# Patrick Chinamasa
Patrick Antony Chinamasa (* 25. Januar 1947 im damaligen Südrhodesien) ist ein simbabwischer Politiker. Er ist führendes Mitglied der ZANU-Partei und seit 2013 Finanzminister von Simbabwe, nachdem er zuvor bereits von 2000 bis 2013 das Amt des Justizministers bekleidete.
Als enger Vertrauter des ehemaligen Präsidenten Robert Mugabe, welcher im November 2017 vom Militär entmachtet wurde, wird Chinamasa für die wirtschaftliche und politische Lage Simbabwes mitverantwortlich gemacht. Die USA führen ihn und seine Familie auf der Sanktionsliste für Angehörige diktatorischer Regimes. Auch im neuen Kabinett von Präsident Mnangagwa ist Chinamasa Finanzminister.
Chinamasa gehört dem Volk der Shona an.